# Barrière de Reuilly
La barrière de Reuilly est une ancienne barrière d'octroi de l'enceinte des Fermiers généraux.

## Situation
La barrière de Reuilly était située place de la barrière de Reuilly au croisement de la rue de Reuilly avec le boulevard de Bercy et le boulevard de Charenton (actuellement boulevard de Reuilly) à l'emplacement de l'actuelle place Félix Éboué.

## Origine du nom
Son nom provient du fait qu'elle était située sur la rue de Reuilly. 

## Historique

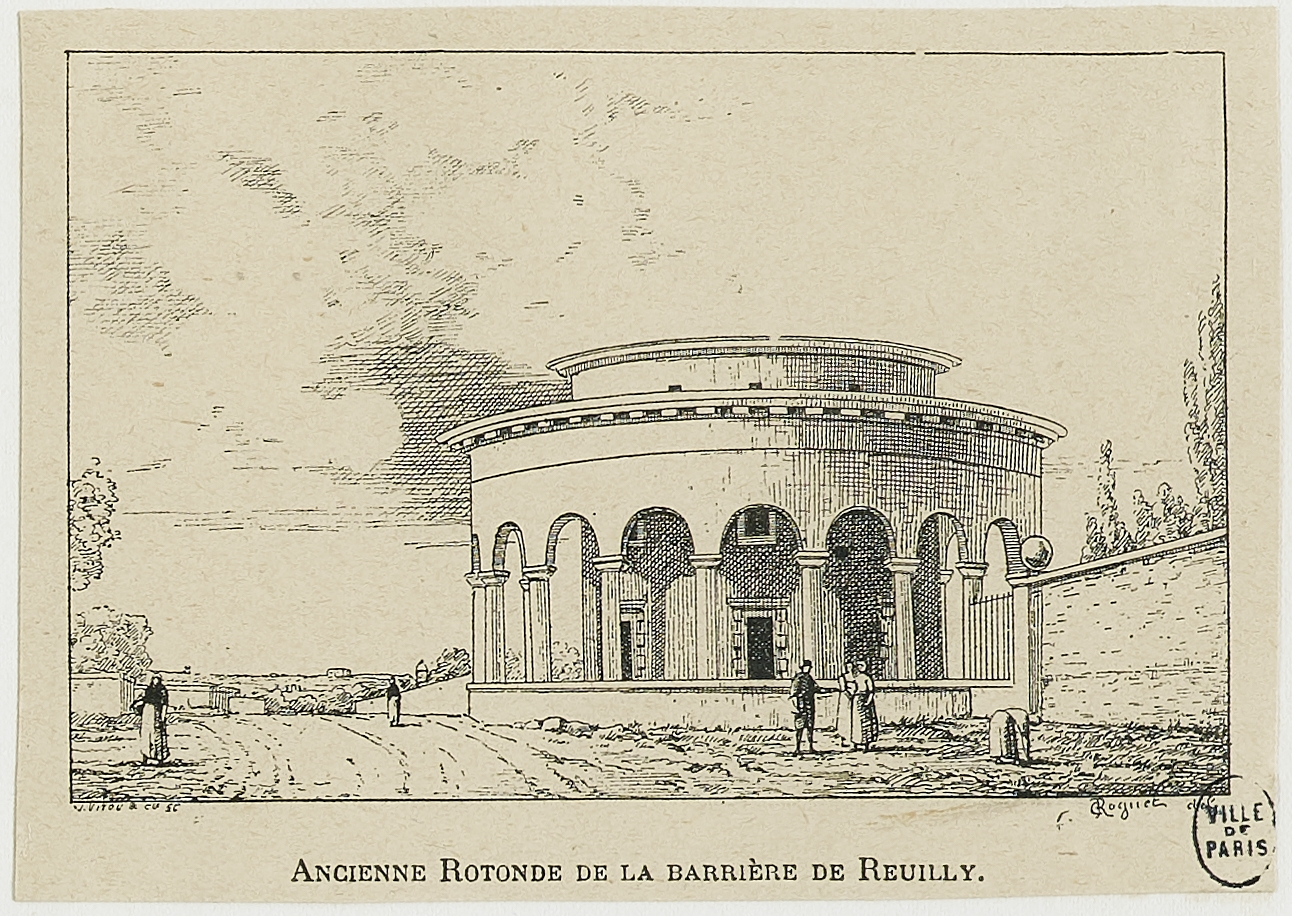
Vue de la rotonde.

Sa construction est engagée à la suite d'un arrêt du Conseil d'État du 7 septembre 1787 avec l'ensemble des travaux de l'enceinte. 
Elle est constituée d'un unique pavillon en ronde entourée d'une colonnade.
Elle est peu fréquentée, ses environs étant encore peu construits en 1857. 
Son usage est supprimé en 1860 avec l'ensemble des barrières du mur des fermiers généraux lors du déplacement de l'octroi à l'enceinte de Thiers. Le pavillon est ensuite démoli.